# Barry B. Longyear
Barry B. Longyear (Harrisburg, 12 maggio 1942 – Farmington, 6 maggio 2025) è stato uno scrittore di fantascienza, sceneggiatore e glottoteta statunitense, sempre accreditato e menzionato con il secondo nome puntato.

## Biografia
Divenne noto principalmente per il romanzo breve vincitore dei premi Hugo e Nebula Mio caro nemico (Enemy Mine, 1979), da cui in seguito furono tratti un film e una novelization in collaborazione con David Gerrold. La storia descrive l'incontro tra un umano e un soldato alieno, le cui razze sono in stato di guerra. Sono isolati insieme nello spazio e costretti a convivere con il problema della xenofobia da cui scaturirà però una forte amicizia.
Questa storia aiutò parzialmente Longyear a vincere il Premio John Wood Campbell per il miglior nuovo scrittore. Longyear fu inoltre l'unico scrittore a vincere lo Hugo, il Nebula e il Campbell nello stesso anno (un altro autore vincitore di tre premi nello stesso anno fu William Gibson, che però nel 1984 si aggiudicò uno Hugo, un Nebula ed un Premio Philip K. Dick).
Fu inoltre autore del ciclo del Circus World (uno tra i suoi primi lavori pubblicati), di parecchi romanzi autonomi e di numerosi racconti e due libri ambientati nell'universo di Alien Nation.

## Opere

### Romanzi
- Sea of Glass
- The God Box

#### Storie sui Dracon
- Mio caro nemico (Enemy Mine, 1979)
- The Last Enemy (1997)
- The Tomorrow Testament (1983)

Raccolte in The Enemy Papers

#### Circus World
- Circus World (1980)
- City of Baraboo (1980)
- Il pianeta degli elefanti (Elephant Song, 1981)

### Raccolte di racconti
- Manifest Destiny (include Mio caro nemico e altri nella stessa storia futura)
- It Came from Schenectady

### Serie di gialli di Jaggers & Shad
- The Good Kill, Analog novembre 2006
- The Hangingstone Rat, Analog ottobre 2007
- The Purloined Labradoodle, Analog gennaio/febbraio 2008
- Murder On Parliament Street, Analog novembre 2007